# Sirine Ben Gara
Sirine Ben Gara, née le 9 avril 1999 à Bizerte, est une joueuse tunisienne de basket-ball évoluant au poste d'ailier.

## Carrière
Elle termine sixième du championnat d'Afrique des 16 ans et moins en 2015 et du championnat d'Afrique des 18 ans et moins en 2016.
Elle participe avec l'équipe de Tunisie au championnat d'Afrique 2019, terminant à la douzième place.
Elle évolue en club à l'Espoir sportif du Cap Bon.